# Scapa Flow
Scapa Flow (in norreno Skalpaflói — "baia del lungo istmo") è una baia situata nell'arcipelago delle isole Orcadi, Scozia, Regno Unito. La baia è circondata dalle isole Mainland, Graemsay, Burray, South Ronaldsay e Hoy, ed è nota per essere stata la sede della maggiore base navale britannica durante la prima e la seconda guerra mondiale. Da qui partirono le navi della Royal Navy per la grande battaglia dello Jutland contro la Kaiserliche Marine tedesca, nel 1916, e per dare la caccia alla Bismarck e allo Scharnhorst. Considerata impenetrabile a causa delle sue potenti difese contro attacchi terrestri, navali e aerei, nel 1939 un U-Boot tedesco riuscì a penetrare all'interno della base e ad affondare la nave da battaglia HMS Royal Oak, fatto questo che fu decisivo per la costruzione di un ulteriore sistema difensivo, le cosiddette "Churchill Barriers".

## Storia

### Principale base della marina britannica
Scapa Flow venne identificata come un ancoraggio sicuro per le navi britanniche circa un secolo prima della Grande Guerra. Più precisamente, nel 1812, durante la guerra anglo-americana, l'Ammiragliato della Royal Navy apprese da Graeme Spence, abitante delle Isole Orcadi, della possibilità di usare la baia come "punto di ritrovo" per le navi impegnate nelle scorte ai convogli diretti in Svezia, minacciati da pirati statunitensi e francesi. La cittadina di Lyness, sull'isola di Hoy, venne così fortificata con due torri Martello, ma i lavori terminarono solo dopo la conclusione delle ostilità con gli Stati Uniti nel 1815. Senza più un nemico da cui difendersi, il potenziale navale di Scapa Flow venne presto dimenticato.
La baia tornò nei pensieri dell'Ammiragliato nel primo decennio del XX secolo, quando si dovette designare la base principale della Royal Navy. Scapa Flow ha un fondale abbastanza profondo da poter ospitare grandi navi, ed è circondata da tutti i lati da isole che ne limitano gli accessi e la proteggono dalle maree, ma a quel tempo era praticamente priva di infrastrutture e difficile da rifornire a causa della sua posizione geografica. Gli ammiragli britannici considerarono anche i porti del Cromarty Firth e del Firth of Forth, entrambi situati nella costa orientale scozzese, ma vennero giudicati inidonei a causa della facilità con cui potevano essere bloccati dalle mine navali. Nel 1905, per decisione del primo lord del mare Jackie Fisher, Scapa Flow venne scelta quale base principale della Royal Navy. Vennero inviate missioni di ricognizione per localizzare i punti strategici dove piazzare le batterie costiere e dove costruire dei punti di approdo, quindi nel 1908 la Orkney Royal Garrison Artillery (Guarnigione dell'artiglieria reale delle Orcadi) venne inglobata, non senza rimostranze da parte dei suoi effettivi, nel Territorial Army. Tuttavia, allo scoppio della prima guerra mondiale, nel 1914, non era ancora stato costruito nessun tipo di difesa e nessun tipo di struttura preposta al supporto logistico.

#### Prima guerra mondiale
Quale misura momentanea per coprire il vuoto difensivo l'ammiraglio John Jellicoe, comandante della Grand Fleet (basata proprio a Scapa Flow), ordinò di presidiare gli stretti di Hoxa e Hoy, principali ingressi alla baia, con i cannoni di piccolo calibro fatti smontare dalle navi. Quale primitivo sistema di reti anti-siluri vennero usate le normali reti da pesca, si predisposero giri di pattuglia per i cacciatorpediniere e vennero acquistate delle vecchie navi da carico da affondare, nel caso si fosse presentato il bisogno di sigillare le entrate orientali. Di pari passo continuarono i lavori per la messa a punto della base: nell'agosto 1914 fu ultimato l'ancoraggio principale per le navi, sito nello specchio d'acqua più vicino alla città di Kirkwall, e il quartier generale, trasferito a novembre nel piccolo villaggio di Longhope, sull'isola di Hoy, contemporaneamente allo spostamento dell'ancoraggio principale sull'isola di Flotta. In ultimo, l'Ammiragliato assunse il comando diretto della Orkney Royal Garrison Artillery i cui effettivi, troppo numerosi per le strutture dell'epoca, vennero in parte mobilitati verso altre unità del Territorial Army, suscitando ancora le ire degli abitanti delle Orcadi.
I primi sommergibili tedeschi vennero avvistati al largo di Scapa Flow nei primi mesi di guerra. L'U-15, ad esempio, fu affondato il 9 agosto dall'incrociatore Birmingham tra le Orcadi e l'Isola di Fair. L'avvenimento dimostrò che, piuttosto che un attacco in massa della Kaiserliche Marine tedesca, erano più probabili singole incursioni operate dagli U-Boot, temuti a tal punto che a settembre gli artiglieri britannici, convinti di aver visto entrare un sommergibile tedesco nella baia, aprirono il fuoco contro quelle che in realtà erano foche o uccelli marini. Il primo tentativo di forzare la base avvenne solamente il 23 novembre 1914, quando l'U-18 entrò nello Stretto di Hoxa. Quando incontrò gli ostacoli antisommergibile, tuttavia, il comandante tedesco decise di fare marcia indietro, ma le correnti marine lo disorientarono fino a portarlo a Hoxa Head, dove venne speronato da un peschereccio. L'U-18 riuscì a navigare fino alle Pentland Skerries, dove l'equipaggio autoaffondò il battello. Per maggior sicurezza, le entrate orientali vennero bloccate facendovi affondare i quindici vecchi mercantili acquistati in precedenza, più altri cinque andati a bloccare i fondali tra le isole di Hoy e Graemsay. In aggiunta vennero installate anche reti anti-siluro in acciaio. In conseguenza di questi provvedimenti, le entrate di Scapa Flow erano passate da otto a tre: gli stretti di Hoy, Hoxa e Switha, tutti protetti da cavi antinave, reti antisommergibile, campi minati, fari da vedetta e artiglieria, quest'ultima presente anche nello Stretto di Lamb e nella Baia di Kirkwall. Oltre a quello del 1914, l'unico altro serio tentativo tedesco di entrare a Scapa Flow si verificò il 24 ottobre 1918 per mano dell'U-116: alle 20:00 gli idrofoni britannici rilevarono il sommergibile e allertarono le difese, che alle 23:30 individuarono il periscopio dell'U-116 a sud di Roan Head, nei pressi di un campo minato controllato a distanza. Quando il galvanometro del campo minato rilevò il passaggio del sommergibile, i britannici fecero detonare le cariche che lo affondarono, ultimo U-Boot della guerra a colare a picco.
Lo Stretto di Hoy era difeso da due gruppi di batterie: la "Ness", a ovest della cittadina di Stromness, e le "Clestrain and Houton", a guardia del tratto terminale dello Stretto. La batteria "Ness" prese vita nel settembre 1914 quando Jellicoe ordinò di smontare dalle navi due cannoni da 12 libbre, cui se ne aggiunsero altri due entro la fine dell'anno. Lo scoppio della guerra colse l'Ammiragliato senza cannoni adatti alle difese costiere, per cui ne vennero ordinati alcuni alla Bethlehem Steel statunitense, che mandò i primi cannoni a Scapa Flow nella primavera del 1915, subito installati nella batteria "Ness". Questi cannoni vennero poi dirottati alla batteria "Clestrain" e la "Ness" rimase con quattro cannoni da sei pollici (due alla postazione 1 e due alla 2) e tre da 5,5 pollici (postazione 3). D'altra parte la batteria "Houton", operativa dalla primavera del 1915, era armata con due cannoni da 12 libbre, gli stessi della "Clestrain" (che li aveva ricevuti dalla "Ness"), in funzione dall'autunno seguente. Le batterie a guardia dello Stretto di Hoxa erano invece tre, situate a Stanger Head, Roan Head e Hoxa Head. Per prima, nel settembre 1914, entrò in funzione la batteria a Stanger Head, armata inizialmente con quattro cannoni da 12 libbre che vennero sostituiti nella primavera dell'anno successivo da quattro cannoni da 4 pollici, cui si aggiunsero entro l'anno due cannoni da 6 pollici di costruzione statunitense. A Roan Head all'inizio del 1915 erano presenti tre piccoli cannoni da 3 libbre, sostituiti durante il conflitto da cannoni da 12 libbre prelevati dalle postazioni della batteria "Holm". I cannoni presenti a Hoxa Head nel marzo 1915 erano invece quattro da 4 pollici, ma la batteria ricevette, nel maggio 1916, anche due cannoni da 6 pollici con cui presidiare una nuova postazione. Lo Stretto di Switha, di dimensioni più ridotte rispetto a quelli di Hoxa e di Hoy, era poco usato, ma il suo fondale profondo 20 m ne permetteva il transito al naviglio leggero diretto al quartier generale di Longhope. Era sorvegliato da una batteria posizionata nell'Isola di Flotta, a Innan Neb, da cui il nome di batteria "Neb". Nel settembre 1914 vi vennero installati, dopo averli smontati dalle navi, due cannoni da 3 libbre, rimpiazzati nel tardo 1915 da due cannoni da 4,7 pollici.
Era presente inoltre un'altra batteria a guardia dello Stretto di Kirk, il più piccolo accesso a Scapa Flow, consistente nel tardo 1914 in quattro cannoni da 12 libbre posizionati sulle rive adiacenti alla parrocchia di Holm (Isola di Mainland); tre di queste armi vennero rimosse nel 1916 e inviate a Roan Head, venendo rimpiazzate a Holm da tre cannoni da 4 pollici.
Oltre a quanto finora descritto, l'unica altra artiglieria presente a Scapa Flow durante la prima guerra mondiale si trovava a Point of Carness, in una posizione adatta a coprire la Baia di Kirkwall: non è ben chiaro quali pezzi presidiassero la struttura, ma sembra che si trattasse di due cannoni da 4 pollici. Si tenga inoltre presente che tutte le batterie erano supportate da postazioni d'osservazione, fari per illuminare le acque, magazzini, caserme, mense, cucine e docce.

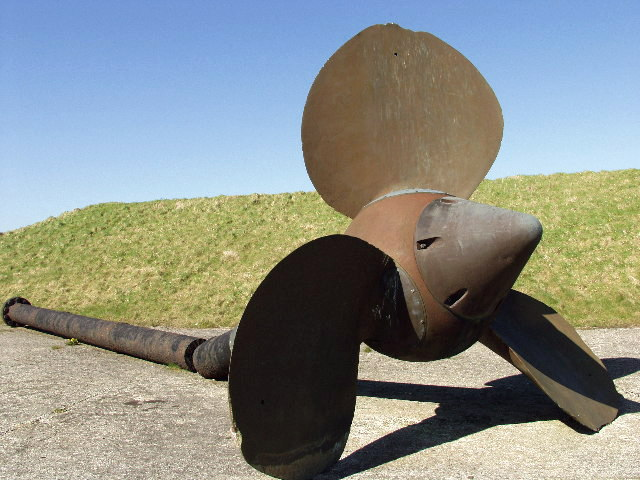
L'elica e il semiasse dell'incrociatore, affondato nel 1916 dopo aver urtato una mina tedesca ad est dell'isola Mainland nelle Orcadi. I manufatti sono conservati allo Scapa Flow Visitor Centre di Lyness

Oltre alle difese antinave, a Scapa Flow vennero impiantate anche difese antiaeree. Durante la guerra le Orcadi videro uno dei primi esperimenti di sviluppo di un'aviazione navale ed ospitarono una forza aerea che crebbe sempre più nel corso degli anni di guerra. Nel settembre 1914 giunsero a Scapa Pier i primi due idrovolanti del neocostituito Royal Naval Air Service, presto seguiti da un altro idrovolante e da due aerei convenzionali. Venne anche costruito un primo hangar nella Baia di Scapa, embrione di quella che diventerà la prima base aerea delle Orcadi. Nel 1918 ne nacque un'altra nell'angolo sud-orientale di Stenness
Loch, mentre quella di Orphir non riuscì ad essere ultimata prima della fine della guerra. La difesa aerea venne implementata nel 1916 da una stazione per idrovolanti e palloni da osservazione a Houton, utili per localizzare mine o sommergibili nemici, compiti questi per cui vennero messo in aria nel luglio 1916 anche i dirigibili, alloggiati in due grandi hangar della Caldale Airship Station, nei paraggi di Kirkwall. Nel novembre 1917 un dirigibile venne perso in mare a causa di un malfunzionamento del motore, e una settimana dopo un altro dirigibile precipitò a ovest dell'isola di Westray, con la perdita di tutto l'equipaggio. Questi accidenti, insieme al forte vento e alle condizioni meteorologiche difficili tipici delle Orcadi, convinsero l'Ammiragliato a ritirare i rimanenti dirigibili nell'Inghilterra meridionale, e nel gennaio 1918 la stazione di Caldale venne riconvertita in un centro di riparazione per i palloni d'osservazione.
La tanto attesa flotta tedesca, comunque, non fece mai capolino a Scapa Flow, e più che il nemico la vera insidia del personale stanziato a Scapa Flow era la noia e la routine giornaliera. Un evento degno di nota fu la partenza della Grand Fleet, il 30 maggio 1916, per scontrarsi l'indomani con la marina tedesca nella battaglia dello Jutland, risoltasi con un'impasse che tuttavia sancì il dominio della Royal Navy sul Mare del Nord. Qualche giorno dopo, il 5 giugno, l'HMS Hampshire con a bordo il segretario di stato alla guerra Kitchener varcò lo Stretto di Hoxa per fare rifornimento in vista del viaggio verso la Russia. Quella sera, verso le 22:00, mentre navigava vicino Marwick Head, l'incrociatore urtò una mina lasciata una settimana prima dall'U-75, affondando insieme a Kitchener e alla stragrande maggioranza dell'equipaggio. Altra nave ad affondare a Scapa Flow fu la corazzata HMS Vanguard, persa il 9 luglio 1917 a causa di un'esplosione interna insieme a quasi tutto l'equipaggio. Nel febbraio 1915 inoltre si arenarono nelle acque antistanti l'isola di Sanday i cacciatorpediniere Goldfinch (abbandonato) e Sparrowhawk (recuperato), mentre nel gennaio 1918 una tempesta di neve spinse i cacciatorpediniere Opal e Narborough contro le scogliere a ovest di South Ronaldsay, causandone l'affondamento.

#### Periodo interbellico

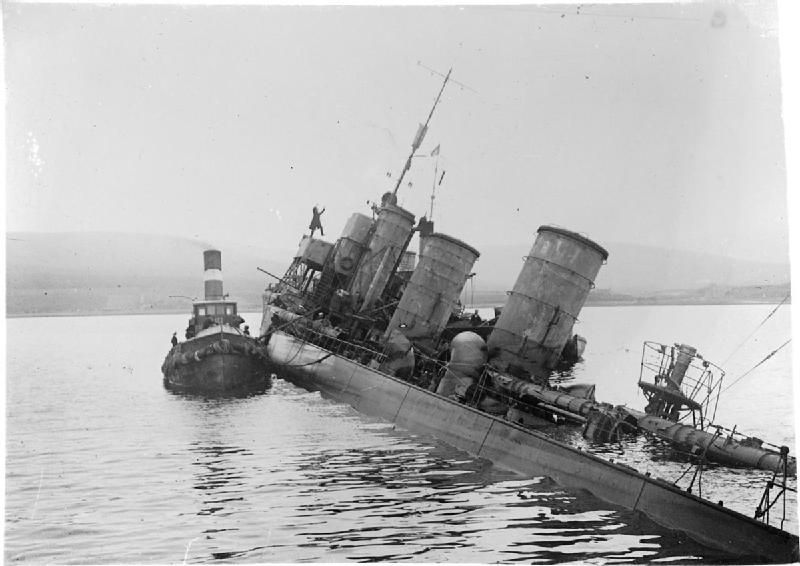
Un rimorchiatore si accosta a un cacciatorpediniere tedesco autoaffondatosi nel giugno 1919

Al termine della prima guerra mondiale, per effetto dell'armistizio di Compiègne, settantaquattro navi e 1.700 marinai della flotta tedesca vennero internati a Scapa Flow sotto il comando dell'ammiraglio Ludwig von Reuter. Von Reuter, venuto a conoscenza nel maggio 1919 dei possibili e umilianti termini di resa che si stavano negoziando alla conferenza di pace di Parigi, iniziò una pianificazione minuziosa per autoaffondare la flotta, soluzione ritenuta più onorevole rispetto alla sua cessione al nemico. L'operazione scattò la mattina del 21 giugno e per il pomeriggio erano affondate cinquantadue navi tedesche, incluse quattordici corazzate. Questo fu l'ultimo atto collegato alla Grande Guerra che interessò Scapa Flow; dopodiché, nel febbraio 1920, l'ammiraglio comandante le Orcadi e le Shetland ammainò la propria bandiera dal quartier generale di Longhope e Scapa Flow venne declassato a porto minore.
La Royal Navy intanto aveva già lasciato la baia e si iniziarono a smantellare le batterie costiere e i cavi antinave, mentre per qualche non meglio precisato motivo le operazioni di dragaggio dei relitti dai fondali delle entrate orientali si prolungarono per più di un decennio, causando disagi ai pescherecci locali. Le oltre settantamila mine navali rilasciate tra le Orcadi e la Norvegia meridionale iniziarono a essere rimosse, con l'aiuto degli statunitensi, dall'aprile 1919. Entro il 1920 non vi erano più difese a Scapa Flow, che comunque continuò a essere usata ogni anno come ancoraggio d'appoggio durante le manovre estive. Le decisioni prese durante la guerra nei confronti degli abitanti in armi delle Orcadi non furono prive di ripercussioni sulle campagne di reclutamento: fu solo nel 1937, con lo spettro di una nuova guerra alle porte, che il Territorial Army riuscì a reclutare nuovi soldati.
Proprio lo scenario di un nuovo conflitto spinse l'Ammiragliato a costruire delle cisterne per il petrolio a Lyness, la prima delle quali fu ultimata all'inizio del 1938. Un anno prima erano stati rimessi in posa i cavi d'acciaio antinave. Fu l'ammiraglio Charles Forbes, comandante della Home Fleet, a chiedere all'Ammiragliato un'accelerazione dei lavori di rimessa in funzione delle difese, specialmente per quello che riguardava la difesa antiaerea. Le richieste vennero accolte e si inviarono a Scapa Flow ventiquattro nuovi cannoni antiaerei, mentre due squadroni di aerei da caccia della Royal Air Force atterrarono a Wick, in Scozia. Quando nel gennaio 1939 Scapa Flow venne designata quale principale base della marina in caso di guerra, le difese sul campo erano ancora molto deboli e consistevano in otto cannoni antiaerei, quattro cannoni antinave da 6 pollici (due alla batteria "Ness" e due a Stanger Head) e un pezzo da 4,7 pollici, pronto per essere montato nella batteria "Neb". Tuttavia le cose erano destinate a migliorare e per l'agosto successivo ben quarantaquattro navi erano ancorate a Scapa Flow, le cui difese erano tornate all'incirca allo stato di quelle presenti nel 1914, comunque inadeguate per le nuove minacce e tecnologie messe in campo dalla Germania di Adolf Hitler.

### La seconda guerra mondiale

#### Piani Q ed R
La seconda guerra mondiale per la Gran Bretagna ebbe inizio il 3 settembre 1939, quando dichiarò guerra alla Germania. Per effetto delle disposizioni emanate a gennaio, Scapa Flow divenne la principale base della Royal Navy. L'importanza ne venne riconosciuta anche dal War Office, che pubblicò un complesso piano di difese della baia, noto come "Piano Q". L'idea era di potenziare le difese aeree, terrestri e navali a tal punto da rendere Scapa Flow impenetrabile agli U-Boot e inattaccabile dalla Luftwaffe, l'aeronautica tedesca, dispiegando ottanta cannoni antiaerei pesanti e quaranta leggeri, 108 fari e quaranta palloni frenati. Winston Churchill, allora primo lord dell'Ammiragliato, sebbene criticasse l'idea di spendere così tante risorse nelle difese passive, diede il via libera al Piano Q, visitando inoltre la base verso la metà di settembre, all'incirca nello stesso periodo in cui le difese delle Orcadi e delle Shetland (Orkney and Shetland Defences – OSDef) passarono agli ordini dell'esercito, presente dal 29 settembre con il brigadier generale Geoffrey Kemp. Il quartier generale venne fissato a Stromness. La sua controparte navale era l'ammiraglio comandante le Orcadi e le Shetland, Wilfred French.
Al suo arrivo, Kemp, introdotto da poco all'esperienza del comando, non aveva molte risorse a disposizione. Per ispezionare la baia dovette affittare una barca civile; i suoi cinquecento uomini erano inoltre insufficienti per sorvegliare le centinaia di chilometri di costa, per non parlare dell'artiglieria, forte di soli cinque cannoni alla batteria "Ness" e nell'Isola di Flotta, otto cannoni antiaerei da 4,5 pollici a guardia delle cisterne di petrolio di Lyness e tre mitragliatrici Bren a sorvegliare la nuova stazione radar di Netherbutton, nella parte orientale dell'Isola di Mainland. Il piano di Kemp per rinforzare le difese, necessarie visto che la Luftwaffe aveva già compiuto un volo di ricognizione sopra la baia, prevedeva di individuare i punti migliori in cui posizionare le artiglierie e i fari da ricerca, il tutto coordinato con l'ammiraglio French. Il 10 ottobre Kemp emanò l'ordine di sparare a ogni bersaglio aereo nemico che si fosse avvicinato a 10 km dalla nave ammiraglia della Home Fleet, la corazzata Nelson. Entro pochi giorni arrivò l'intero 5º Battaglione dei Seaforth Highlanders, già presente con una compagnia, il 7º Battaglione dei Gordon Highlanders e altre due compagnie dei Royal Engineers, anch'essi già presenti a Scapa Flow con una compagnia.

La rotta seguita dallU-47 per affondare la

Mentre il generale Kemp si preoccupava del potenziamento delle difese costiere, l'ammiraglio French fece la sua parte per quanto riguardava le difese antisommergibile. Nonostante fossero già state affondate alcune navi per sigillare gli sbocchi orientali, peraltro parzialmente chiusi dalle imbarcazioni affondate durante la prima guerra mondiale, rimanevano ancora piccoli varchi che avrebbero potuto venire sfruttati da natanti di piccole dimensioni, come constatato personalmente anche dall'ammiraglio Forbes nel giugno 1939. A settembre e ottobre vennero quindi affondate altre navi. Per ultimo si lasciò lo Stretto di Kirk, dove il 14 ottobre era pronto per essere affondato il mercantile Lake Neuchatel. Quella notte l'U-47, comandato da Günther Prien, batté sul tempo i britannici e si infilò proprio nello Stretto di Kirk, riuscendo a entrare a Scapa Flow. Essendo l'ancoraggio principale vuoto, Prien navigò verso nord, imbattendosi nella corazzata Royal Oak. Dall'U-Boot partirono i siluri che fecero colare a picco la nave, insieme a 833 membri dell'equipaggio; dopodiché l'U-47 fu libero di fuggire per la stessa rotta da dove era entrato. Lo Stretto di Kirk venne definitivamente bloccato una settimana dopo.
Mentre il Gabinetto di guerra si riuniva d'emergenza, l'ammiraglio Forbes ordinò alla Home Fleet di dividersi nei porti di Firth of Forth, Cromarty Firth, Firth of Clyde e Loch Ewe, continuando però a chiedere di difendere adeguatamente Scapa Flow, da lui considerato il miglior approdo per la flotta. Immediatamente venne istituita una commissione ad hoc, che approvò lo stanziamento di 500.000 sterline per le nuove difese di Scapa Flow, con possibilità di aumentare il budget se questo si fosse reso necessario. Il Piano Q venne quindi implementato dal "Piano R", che ampliava il numero di batterie costiere, difese antisommergibile, stazioni radar, campi minati e ostacoli anti-sbarco. La baia di Scapa Flow venne così destinata a diventare il porto più difeso d'Europa. Il neopromosso maggior generale Kemp ordinò la ricerca di luoghi adatti ad ospitare nuove piste d'atterraggio, mentre contemporaneamente venivano messi in posizione nuovi cannoni. I lavori procedettero rapidamente, dal momento che Winston Churchill aveva imposto come termine ultimo del ritorno della flotta il 1º marzo 1940, conscio che una flotta divisa era più vulnerabile rispetto a una unita, che avrebbe potuto contrastare meglio anche un'eventuale offensiva della marina tedesca che l'intelligence credeva possibile per la primavera. Complice l'inattività della Luftwaffe, i lavori terminarono una settimana dopo la data decisa da Churchill e la Home Fleet poté ritornare. Erano state ultimate gran parte delle difese antinave e antisommergibile, compresa una prima serie di batterie costiere e postazioni antiaeree. Per dimostrare che la baia era tornata sicura, l'8 marzo Churchill entrò a Scapa Flow per una cena a bordo dell'incrociatore HMS Hood. Nell'occasione il futuro primo ministro britannico acconsentì alla costruzione di barriere permanenti antisommergibile, le cosiddette "Churchill Barriers".
La Luftwaffe attaccò per la prima volta la base il 17 ottobre 1939, danneggiando la Iron Duke, sede del quartier generale della flotta, che venne arenata per evitarne l'affondamento, rimanendo in questo stato per tutta la guerra. I bombardieri tedeschi tornarono nel pomeriggio senza far danni, sebbene una bomba (la prima a essere lanciata sul Regno Unito) esplose vicino a una cisterna di carburante a Lyness. L'aeronautica tedesca tornò sulle Orcadi il 16 marzo 1940 con quindici bombardieri, provocando la morte di nove marinai a bordo dell'incrociatore Norfolk, danneggiato. Ancora, l'8 aprile ventiquattro bombardieri scaricarono i loro ordigni sulle difese dello Stretto di Hoxa, mancando però il bersaglio; stavolta le difese vennero allertate dai radar dell'incrociatore Curlew e, da parte loro, i cannoni contraerei reclamarono sette aerei distrutti. Il giorno successivo i tedeschi lanciarono l'operazione Weserübung, invadendo la Danimarca e la Norvegia, ma, se l'esercito riuscì nel suo obiettivo di fondo, la Kriegsmarine subì perdite significative per mano della Home Fleet. Il 10 aprile, intanto, sessanta tra Junkers Ju 88 ed Heinkel He 111 decollarono alla volta di Scapa Flow, approcciando la baia da est e da sud-est. Entrambe le ondate si avvicinarono a una quota di poco inferiore ai 3.000 m, trovando ad accoglierle lo "sbarramento di Scapa", e solo venti aerei riuscirono a sganciare le bombe sullo Stretto di Hoxa. Le bombe tedesche tuttavia si limitarono a danneggiare lievemente l'incrociatore Suffolk. Nell'attacco la Luftwaffe perse, a detta dei difensori, almeno cinque aerei. Il possesso della Norvegia diede alla marina e all'aviazione tedesca ottime basi da cui colpire Scapa Flow; tuttavia i tedeschi, dopo un altro infruttuoso attacco il 24 aprile, si limitarono per tutta la guerra esclusivamente a voli di ricognizione e alla posa di mine navali. Altri attacchi, comunque, avrebbero significato affrontare ottantotto cannoni contraerei pesanti e altrettanti fari da ricerca aerea, dodicimila uomini, quattordici batterie costiere, stazioni radar e un complesso e coordinato sistema di difese antinave e antisommergibile.
La minaccia di un'invasione tedesca calò dopo l'invasione dell'Unione Sovietica nel giugno 1941, quando la Wehrmacht dirottò un gran numero di forze verso il fronte orientale. Nell'estate 1943 vennero ritirati dalle Orcadi i fari da ricerca, rimpiazzati dai radar per il controllo del fuoco, e molti cannoni antiaerei, necessari per proteggere Londra dalle bombe volanti V1. Lo stesso si fece con le truppe di terra in previsione dello sbarco in Normandia, che diminuirono via via sempre di più fino alla fine della seconda guerra mondiale in Europa, sebbene una guarnigione rimase nelle Orcadi per compiti di presidio e di guardia al campo di prigionia italiano. Gran parte della flotta, invece, navigò verso sud o in direzione dell'Estremo Oriente per affrontare il Giappone. Il comando dell'ammiraglio comandante le Orcadi e le Shetland venne sciolto, gli ultimi cannoni furono inviati alla demolizione o in vari depositi, mentre uno a uno vennero dismessi anche gli aeroporti. Il processo di restituzione delle terre ai civili e lo sminamento delle acque invece richiese più tempo. Il ritiro ufficiale dei soldati venne sancito il 29 marzo 1959, con l'ammainabandiera e la chiusura della base di Lyness.

#### Radar e difese antiaeree
Il fatto di essere un arcipelago rese le Orcadi idonee a ospitare sulle varie isole una quantità di radar che, almeno in teoria, avrebbero potuto individuare un aereo nemico da qualsiasi direzione questo arrivasse. Il primo radar giunse a Scapa Flow poco prima dello scoppio della seconda guerra mondiale e fu posizionato a Netherbutton, a metà strada tra Kirkwall e il villaggio di St. Mary. Se il radar funzionava a dovere, era in grado di individuare aerei provenienti da est in volo a un'altitudine superiore ai 1.200 m, mentre la geografia della zona rendeva difficoltoso fare altrettanto con gli aerei provenienti da ovest. In caso di avvistamento di formazioni nemiche, l'informazione veniva passata tramite una linea telefonica diretta all'ammiraglio French a bordo della Iron Duke, l'unico che poteva diramare alla flotta e alle postazioni antiaeree l'allarme. Nell'aprile 1940 gli attacchi della Luftwaffe portarono a un miglioramento della situazione: oltre al radar di Netherbutton, entrò in funzione anche il Type 79, installato a bordo dell'incrociatore Curlew, con una portata (145 km) oltre due volte superiore di quello di Netherbutton (40 km); le informazioni venivano passate da un ufficiale artigliere dell'esercito a tutte le stazioni antiaeree a terra, mentre un ufficiale della marina faceva la stessa cosa con la flotta. Entro la fine del 1940 molte batterie antiaeree ricevettero dei radar di puntamento, capaci di direzionare il fuoco contro un aereo volante a non meno di 150 m d'altezza. Nel corso della guerra sorsero altre stazioni radar a South Walls sull'Isola di Hoy, a Start Point a Sanday, a Birsay nella costa nord-orientale di Mainland e a Ward Hill, sull'isola di South Ronaldsay. Di pari passo aumentò il numero di fari da ricerca.
Generalmente ogni batteria antiaerea di Scapa Flow contava otto cannoni ed un'adeguata rete di comunicazioni. Le prestazioni fornite contro i raid aerei tedeschi del marzo 1940 risultarono più deludenti di quanto ci si aspettasse, motivo per cui Hugh Binney, il nuovo ammiraglio comandante le Orcadi e le Shetland, chiese lo sviluppo di una nuova tattica difensiva, poi chiamata "sbarramento di Scapa". L'idea era di creare, appunto, uno sbarramento di colpi contro gli aerei tedeschi in arrivo, a cui avrebbero partecipato anche le navi della Home Fleet all'ancora nella baia. Il sistema fu approvato dopo un primo test eseguito il 26 marzo e venne usato con successo contro i successivi raid della Luftwaffe. Contro gli aerei a bassa quota, ostacolati dagli ottanta palloni frenati, era previsto invece che venissero usate le mitragliatrici Bren, Lewis e Vickers.
Venne persino installata una batteria di razzi a Roan Head, conosciuta come batteria "Z", in grado di effettuare uno sbarramento di ben 164 razzi, poco precisi ma comunque capaci di distrarre piloti e puntatori nemici. Non ebbero successo invece i lanciafumogeni per nascondere gli obiettivi a terra, resi praticamente inutili dal caratteristico vento delle Orcadi.

#### Difese costiere
Nell'estate 1940 c'erano non meno di diciannove batterie costiere a guardia degli ingressi di Scapa Flow e della Baia di Kirkwall. Nel 1943, non senza difficoltà logistiche legate ai luoghi impervi delle Orcadi, le batterie costiere erano salite a venticinque, molte delle quali erano sorte al posto delle vecchie batterie della prima guerra mondiale. Tutte queste batterie vennero raggruppate in tre reggimenti costieri: il 533 (Southern) Defence Regiment basato a Flotta, il 534 (Western) Defence Regiment basato a Stromness e il 535 (Eastern) Defence Regiment basato a Kirkwall.
La batteria "Ness" (due cannoni da 6 pollici), la vicina batteria "Links" (due cannoni da 12 pollici, rimpiazzati nell'ottobre 1940 da un cannone binato da 6 libbre) e, dal luglio 1940, la batteria "Skerry" (due cannoni da 12 libbre) coprivano l'ingresso (per chi veniva dall'esterno) nello Stretto di Hoy, ulteriormente sorvegliato dal 1943 dalla batteria "Graemsay" (un cannone binato da 6 libbre) in funzione anti-motosilurante. All'uscita dello Stretto era stata installata la batteria "Houton" a Orphir (due cannoni da 12 libbre) e a Scad Head (due cannoni da 12 libbre, sostituiti nel 1941 da un cannone binato da 6 libbre).
A guardia dello Stretto di Hoxa erano state poste le batterie "Hoxa" (due cannoni da 6 pollici a Hoxa Head), "Stanger" (due cannoni da 6 pollici a Stanger Head), "Buchanan" (due cannoni da 12 libbre a Flotta, rimpiazzati nel gennaio 1941 da un cannone binato da 6 libbre) e "Balfour" (due cannoni da 12 libbre a South Ronaldsay, rimpiazzati nel marzo 1941 da due cannoni binati da 6 libbre). La sicurezza del vicino Stretto di Switha era garantita invece da un cannone da 4,7 pollici della batteria "Neb", a Flotta, e dalla poco distante batteria "Gate" (due cannoni da 12 libbre). Nel 1941 la batteria "Neb" venne rinforzata da un cannone binato da 6 libbre, mentre verso la fine del 1943 divenne operativa a South Walls la batteria "Walls" (un cannone binato da 6 libbre).
Gli ingressi orientali di Scapa Flow erano presidiati dalle batterie "Holm" (due cannoni da 12 libbre, più un cannone binato da 6 libbre dal settembre 1940), "Lamb Holm" (due cannoni da 12 libbre), "Burray" (due cannoni da 12 libbre, rimpiazzati nel febbraio 1941 da un cannone binato da 6 libbre) e "Cara" (due cannoni da 12 libbre). La costruzione delle Churchill Barrier rese tutte queste armi da fuoco inutili e vennero perciò abbandonate tra il 1943 e il 1944.
Per quello che riguarda la Baia di Kirkwall, la batteria più a est era la "Rerwick", situata a Rerwick Head nel distretto di Tankerness, composta da due cannoni da 4,7 pollici poi sostituiti, nell'aprile 1941, da due cannoni da 6 pollici prelevati dalla Iron Duke. Dall'agosto 1940 più a ovest, a Carness, la batteria "Wellington" e i suoi tre cannoni da 6 pollici provenienti dalla Iron Duke erano di vedetta all'altra sponda della Baia; nel marzo 1941 questa batteria venne unificata alla batteria "Carness" (due cannoni da 12 libbre) distante solo pochi metri. Gli approcci settentrionali della Baia di Kirkwall erano coperti dalle batterie "Wasswick" (due cannoni da 12 libbre), "Galtness" (un cannone da 12 libbre, rimpiazzato nel marzo 1941 da un cannone binato da 6 libbre), "Deerness" (un cannone da 12 libbre, operativa dal maggio 1941) e "Castle" (due cannoni da 4,7 pollici, operativa dal settembre 1941).

#### Difese anti-sbarco
Il rischio di un'invasione tedesca delle Orcadi fu basso fino a quando la Wehrmacht non occupò la Norvegia. Più che un'invasione anfibia in larga scala, il comandante le Orcadi e le Shetland riteneva più probabili, da un lato, delle incursioni di truppe scelte per sabotare le difese dell'isola, dall'altro, un'invasione dal cielo da parte dei paracadutisti.
Una direttiva dell'ottobre 1939 individuò nella Baia di Inganess e a Dingieshowe, rispettivamente a est di Kirkwall e nella parte orientale di Mainland, due probabili punti di sbarco anfibio, che furono perciò soggetti a lavori difensivi. Inoltre, tutta la porzione orientale e nord-occidentale di Mainland, più la parte meridionale di Hoy, vennero giudicate come zone di probabili atterraggi di paracadutisti o alianti. Per meglio prepararsi a questa evenienza, l'esercito e i Royal Marines crearono delle postazioni difensive nella collina di Heddle, al centro dell'Isola di Mainland, e nella collina Wee Fea, sovrastante l'abitato di Lyness sull'isola di Hoy. Vennero stesi perimetri difensivi attorno alla base navale di Lyness, alla stazione radar di Netherbutton, ad altre importanti batterie costiere e numerose baie, mentre una riserva mobile era pronta a essere attivata nella parrocchia di Holm e a Stromness, a supporto delle varie guarnigioni sparse per le Orcadi.

#### Difese antisommergibile e antinave
A Scapa Flow queste due categorie di difese erano, con l'unica eccezione degli idrofoni, le esatte copie di quelle impiantate nella prima guerra mondiale. Per primi, nel giugno 1938, vennero stesi i cavi antinave e le reti antisommergibile. I lavori nello Stretto di Hoxa terminarono entro la fine dell'anno, seguiti da quelli a Houton e nello Stretto di Switha. Per ordine dell'Ammiragliato le reti vennero successivamente raddoppiate. Il comando responsabile di questi cavi e di queste reti era il Boom Defence Command, a Lyness. Dopo l'incursione dell'U-47, nell'ottobre 1939, venne deciso di posizionare un cavo antinave tra l'Isola di Mainland e l'angolo nord-occidentale di Burray.

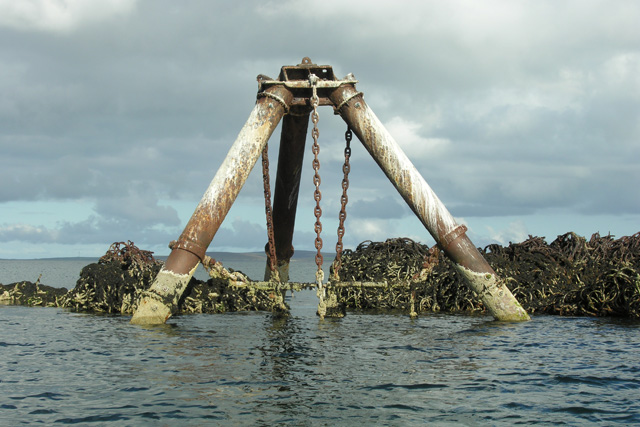
L'ancoraggio per una rete antisommergibile a Flotta

Anche le Churchill Barriers, approvate nel maggio 1940, sono da considerare una difesa antisommergibile.
Come parte del Piano R, all'inizio del 1940 si cominciarono a posare le mine navali negli stretti di Hoxa, Switha e Hoy, con un ulteriore campo minato completato nel 1941. Il sistema di detonazione delle mine, costituito da un magnete che, per induzione elettromagnetica, generava corrente elettrica in un cavo vicino, si dimostrò inaffidabile a causa delle cattive condizioni meteorologiche e marine e dovette essere sostituito dopo ogni inverno. Anche dove non incideva il maltempo, a volte le mine esplodevano senza motivo.
Al posto degli idrofoni della Grande Guerra entrarono in funzione i sonar. Il primo venne usato con successo all'inizio del 1940 nelle acque attorno a Flotta, mentre le prove condotte in mare aperto nel 1942 e nel 1945 rilevarono, più che contatti artificiali, banchi di pesci o mulinelli.
L'ancoraggio principale della Royal Navy era difeso dalle incursioni degli U-Boot da reti antisommergibili erette dalla parte settentrionale di Flotta fino all'isola di Cava. Nel 1942, come ulteriore schermo difensivo, vennero messi in mare alcuni Landing Craft Tank dotati di deflettori contro i siluri, ma il mare mosso li rendeva pericolosi anche per le navi britanniche e, quando vennero rimossi nel 1944 per i preparativi dello sbarco in Normandia, i marinai tirarono un sospiro di sollievo.

#### Supporto dell'aviazione
L'Ammiragliato aveva la propria base aerea ad Hatson, fuori Kirkwall. Il terreno in quest'ultima località venne acquistato all'inizio del 1939 e i lavori iniziarono immediatamente; la pista d'atterraggio venne realizzata in tarmac, diventando così la prima di tutta la Gran Bretagna a non essere d'erba. L'aeroporto, denominato HMS Sparrowhawk, era già operativo allo scoppio della guerra. Da qui, nell'aprile 1940, decollarono i bombardieri Blackburn Skua che affondarono l'incrociatore Königsberg al largo del porto norvegese di Bergen. Comunque, nel tempo l'aeroporto cessò di divenire operativo e fu usato come centro d'addestramento per gli idrovolanti e gli aerei imbarcati da un totale di settantadue squadroni, succedutisi nel corso della guerra.
Inizialmente la copertura aerea delle Orcadi era garantita da tre squadroni della Royal Air Force (RAF) stanziati nelle scozzesi Wick e Castletown, due dei quali avevano in dotazione i caccia Hurricane. Nel novembre 1939 venne presa la decisione di costruire altri tre aeroporti a Twatt (poi ceduto alla Fleet Air Arm che lo chiamò HMS Tern) e Skeabrae, nella parte occidentale di Mainland, e a Grimsetter, nella costa orientale di Mainland attorno alla Baia di Inganess. Come accaduto con quello di Twatt, nel 1943 anche l'aeroporto di Grimsetter passò alla marina con il nome di HMS Robin. La RAF operò la sua prima pattuglia da Skeabrae nel settembre 1940 e da Grimsetter il mese successivo, mentre l'HMS Tern divenne operativo nel giugno 1941 e, nel 1943, fu trasformato in una scuola per controllori del traffico aereo.
Per sviare le ricognizioni tedesche vennero costruiti anche cinque aeroporti finti, tutti completati all'inizio del 1940. Due si trovavano nella zona occidentale di Mainland, mentre gli altri tre erano rispettivamente nelle isole di Rousay, Shapinsay e Sanday. Quando i veri aeroporti diventarono attivi, questi cinque aeroporti finti vennero integrati nel sistema di difesa aerea, gestiti dapprima dal Coastal Command di Wick, poi dal centro di controllo dei caccia fuori Kirkwall.

#### La Home Fleet

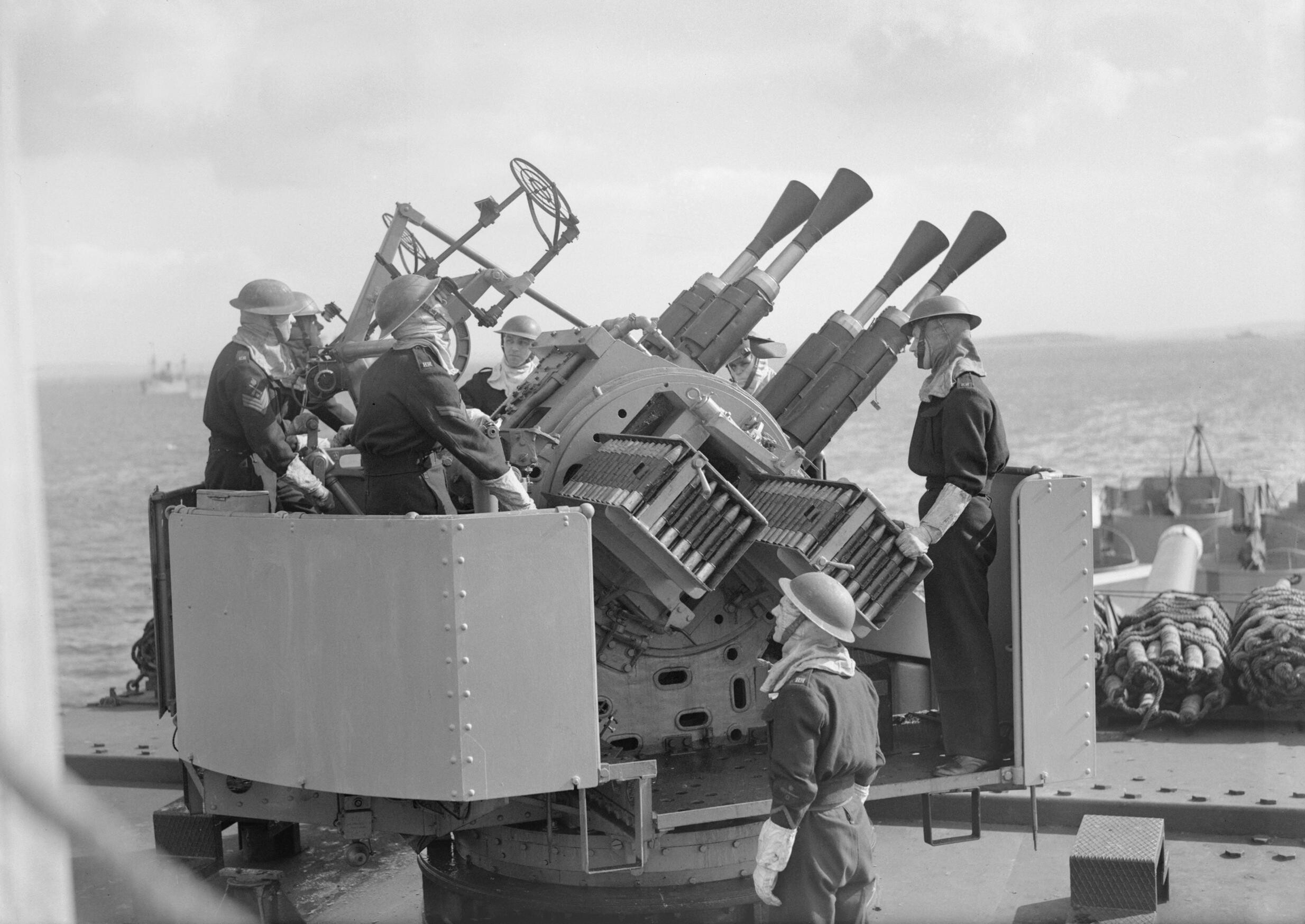
Un cannone automatico Vickers-Armstrong da 2 libbre su una nave a Scapa Flow

Anche la Royal Navy, presente con la sua Home Fleet, partecipò alle difese di Scapa Flow durante la seconda guerra mondiale, perlomeno quando non era impegnata in alto mare. Le navi servirono da scorte ai convogli, piattaforme antiaeree, centri di comando, per giri di pattuglia, come stazioni radar o per il dragaggio o il rilascio di mine. Dalla Home Fleet provenivano anche le navi della Northern Patrol (pattuglia del nord), il cui compito era di attuare il blocco navale dell'Europa nazista sorvegliando le acque tra la Gran Bretagna e l'Islanda; le navi neutrali venivano fatte attraccare a Kirkwall e qui ne veniva ispezionato il carico.
Nel settembre 1939, dopo il danneggiamento della HMS Iron Duke, il quartier generale della flotta, e dell'ammiraglio comandante le Orcadi e le Shetland, venne spostato a Lyness e rinominato HMS Prosperine. Presto il comando crebbe di dimensioni e divenne un importante centro di comunicazioni, soprattutto dopo che fu ultimata, nel 1943, una struttura specifica nella collina Wee Fea che permise alla base di Lyness di gestire oltre 8.000 chiamate al giorno. Con la costruzione delle cisterne per il carburante, anche sotterranee, e di altre strutture, Lyness divenne, oltre che centro di comando, anche un centro di riparo e manutenzione, rifornimento e di svago, in pratica il fulcro di tutto l'ancoraggio principale, quest'ultimo ultimato nell'estate 1940. Le navi di grandi dimensioni attraccavano a nord dell'Isola di Flotta (nello stesso punto dove attraccavano durante la Grande Guerra), mentre i cacciatorpediniere e le altre navi minori attraccavano nel lato opposto dell'isola, vicino Lyness.

### Cronologia
- 1812: l'Ammiragliato menziona per la prima volta Scapa Flow quale punto di ricovero per le navi.
- 1816: viene ultimata la prima serie di difese della futura base navale.
- 1860: viene fondata l'Orkney Royal Garrison Artillery (Guarnigione dell'artiglieria reale delle Orcadi) e inizia l'addestramento del relativo personale.
- 1898: Scapa Flow è usata in estate come base della Channel Fleet.
- 1905: il primo lord del mare Jackie Fisher propone di trasformare Scapa Flow in una vera e propria base navale, e a tale scopo, nel 1908, la baia viene presidiata dalla HMS Triton.
- 1910: dopo la Channel Fleet entra temporaneamente a Scapa Flow anche la Grand Fleet. Nello stesso anno vengono completate le prime batterie costiere.
- 1913: l'Ammiragliato cede le installazioni di Scapa Flow al War Office: la baia diventa ufficialmente una base navale a tutti gli effetti.
- 1914
  - giugno: ritornano le prime navi della Grand Fleet;
  - agosto: per precauzione contro eventuali attacchi nemici (è appena iniziata la prima guerra mondiale) alcuni cannoni vengono smontati dalle navi e portati a terra per farne delle batterie costiere;
  - novembre: iniziano i lavori delle batterie costiere situate all'ingresso principale della baia.
- 1915
  - febbraio: vengono messe in acque le prime reti antisiluro, presto seguite da ostacoli antinave;
  - luglio: vengono minati gli stretti di Hoy e Hoxa; re Giorgio V visita personalmente la base.
- 1916
  - maggio: il 30 del mese la Grand Fleet lascia Scapa Flow per incontrarsi il giorno successivo con la marina tedesca nella vittoriosa battaglia dello Jutland;
  - 5 giugno: l'HMS Hampshire urta una mina e affonda al largo di Marwick Head. Tra i morti si conta anche il segretario di stato alla guerra Kitchener.
- 1917
  - 9 luglio: affonda la corazzata HMS Vanguard;
  - dicembre: attracca il 6º Squadrone da battaglia statunitense.
- 1918
  - 28 ottobre: il sommergibile tedesco UB-116 affonda nello stretto di Hoxa dopo aver urtato una mina;
  - novembre: l'11 del mese l'armistizio di Compiègne pone fine alla prima guerra mondiale; il 23 seguente la Hochseeflotte tedesca (Flotta d'alto mare) viene internata a Scapa Flow.
- 1919: il 21 giugno la Hochseeflotte si autoaffonda. Alcune navi vennero recuperate tra il 1924 e il 1939.
- 1920: a febbraio decade lo status di base navale.
- 1938: Scapa Flow viene designata come "porto difeso di categoria A" e la crisi di Monaco accelera i lavori di ampliamento delle batterie costiere.
- 1939
  - settembre: il 3 del mese la Gran Bretagna dichiara guerra alla Germania di Hitler. L'Esercito territoriale delle Orcadi inizia a prendere posizione nelle batterie costiere di Scapa Flow; il 29 viene istituita la Oarkney and Shetland Defense Force (Forza di difesa delle Shetland e delle Orcadi);
  - ottobre: il 13 il sommergibile tedesco U-47 penetra nella base e affonda la corazzata HMS Royal Oak; quattro giorni dopo la Luftwaffe compie il suo primo attacco ai danni della base danneggiando la corazzata HMS Iron Duke.
- 1940
  - febbraio: diventano operativi gli aeroporti della Royal Air Force;
  - marzo: le difese di Scapa Flow consistono ora in otto batterie costiere, cinquanta cannoni antiaerei e diecimila soldati. Dopo il rafforzamento delle misure antisommergibile, la Home Fleet fa ritorno nella baia. L'11 marzo il premier Winston Churchill dichiara che Scapa Flow è per l'80% sicura, ma il 16 seguente un secondo attacco della Luftwaffe causa la prima perdita civile nelle Orcadi;
  - aprile: il 2 del mese viene usato per la prima volta lo "sbarramento delle Orcadi". L'8 aprile avviene il terzo attacco della Luftwaffe e il 9 la Wehrmacht occupa la Danimarca, seguita entro il mese successivo dalla capitolazione della Norvegia. Il 10 aprile la Luftwaffe compie il quarto attacco sulla baia;
  - maggio: inizia la costruzione delle "Churchill Barriers".
- 1941
  - marzo: le difese raggiungono l'apice;
  - 21 maggio: alcune navi della Home Fleet lasciano la baia per dare la caccia alla Bismarck;
  - agosto: prendono il via i convogli artici. Il primo raggiungerà Scapa Flow il 10 ottobre.
- 1942
  - 1-13 luglio: battaglia del convoglio PQ-17;
  - l'ampliamento delle Churchill Barriers preclude gli accessi orientali della baia.
- 1943: a giugno, dopo la svolta positiva registrata nella battaglia dell'Atlantico contro i tedeschi, la Gran Bretagna opera la prima riduzione del personale alle difese di Scapa Flow.
- 1944
  - 1º gennaio: ritorna vittoriosa la nave da battaglia HMS Duke of York, autrice dell'affondamento dell'incrociatore Scharnhorst;
  - febbraio: sgombero delle batterie antiaeree pesanti e di parte della fanteria in previsione dello sbarco in Normandia.
- 1945
  - marzo: viene definitivamente ammainata la bandiera britannica dalla base;
  - maggio: fine della seconda guerra mondiale in Europa e apertura delle Churchill Barriers al traffico civile;
  - giugno-luglio: viene ritirata gran parte della fanteria.

### Scapa Flow nel dopoguerra
La seconda guerra mondiale ha lasciato nelle Orcadi segni ancora visibili del suo passaggio. L'esempio più eclatante sono le Churchill Barriers, che collegano tra loro le isole di Mainland, Burray e South Ronaldsay. Gli edifici delle ex batterie costiere svolgono oggi la funzione di magazzini o depositi temporanei per agricoltori e pastori. Le vecchie batterie di Stanger Head, Roan Head e Neb a Flotta, Hoxa e Balfour a South Ronaldsay, Rerwick Head a Tankerness, Houton e Links sono state aperte al pubblico e sono liberamente visitabili, sebbene non tutte siano esenti da rischi dovuti al degrado causato dal tempo, mentre le batterie di Carness, Holm, Burray e Deerness sono ora parte di terreni privati. La batteria "Ness" è ancora di proprietà del Ministero della Difesa, che ne vieta l'accesso al pubblico.
La base navale di Lyness ospita ora un piccolo museo e nei suoi moli attraccano i traghetti per l'isola di Hoy. Sopravvivono ancora alcuni edifici originali, mentre rimane un solo deposito di carburante, parte del museo. Altri musei sono l'Orkney Museum a Kirkwall, che spazia sui 5.000 anni di storia delle Orcadi, lo Stromness Museum nell'omonima cittadina, che pone l'enfasi sull'autoaffondamento della flotta tedesca del 1919, e infine il Wireless Museum di Kirkwall, un piccolo museo privato che traccia la storia delle comunicazioni nelle Orcadi in tempo di guerra.

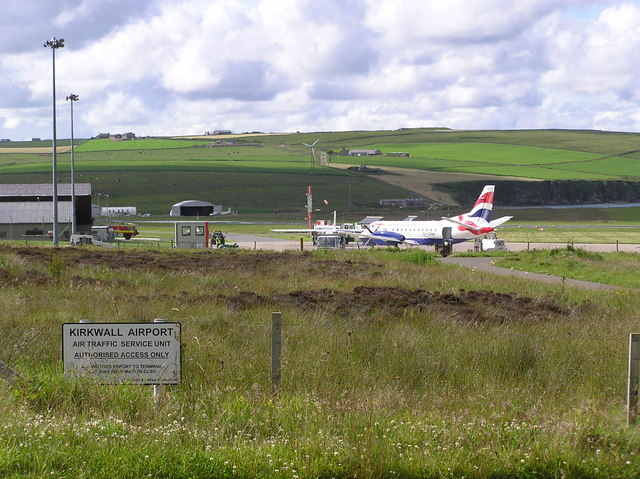
Un'immagine dell'aeroporto civile di Kirkwall, usato nella seconda guerra mondiale sia dalla RAF che dalla Royal Navy

Nonostante sia stata profondamente trasformata dal terminal finale di un oleodotto proveniente dal Mare del Nord, l'isola di Flotta mantiene ancora qualche rudere della seconda guerra mondiale, come ad esempio la batteria di razzi di Roan Head. A nord di Flotta, in quello che una volta era l'ancoraggio principale della Home Fleet, attraccano ora le petroliere; qui, una boa contrassegna il posto dove giace la HMS Vanguard, mentre qualche miglio verso nord-est un'altra boa indica il relitto della HMS Royal Oak. Altre navi a riposare nei fondali della baia sono quelle tedesche che si autoaffondarono nel 1919: le corazzate König, Kronprinz Wilhelm, Markgraf e gli incrociatori Brummer, Karlsruhe, Köln e Dresden. Il metallo di queste vecchie navi, privo degli isotopi radioattivi individuati negli acciai post-1945, è stato in parte usato per la costruzione delle sonde spaziali del Programma Voyager.
Riguardo agli aeroporti, quello di Hatson fu utilizzato fino agli anni settanta come sede del consiglio cittadino, per poi diventare zona industriale e terminal per i traghetti. Dell'aeroporto di Skeabrae non rimangono che poche tracce, mentre in quello di Twatt sopravvive solo l'inutilizzata torre di controllo. L'aeroporto di Grimsetter fu invece destinato all'uso civile, diventando l'aeroporto di Kirkwall, sebbene della vecchia struttura rimanga ben poco.
I prigionieri italiani rinchiusi a Lamb Holm costruirono una piccola cappella, nota come "Italian Chapel", restaurata nel dopoguerra dagli stessi ex prigionieri e ancora in funzione come cappella cattolica.